# كأس ليختنشتاين 2005–06
كأس ليختنشتاين 2005–06 (بالألمانية: Liechtensteiner Cup 2005/06)‏ هو الموسم 61 من كأس ليختنشتاين. أقيم خلال الفترة 13 سبتمبر 2005 وحتى 17 أبريل 2006، وأشرف على تنظيمه اتحاد ليختنشتاين لكرة القدم، وكان عدد الأندية المشاركة فيه 16، وفاز فيه نادي فادوتس.